# Red Boiling Springs
Red Boiling Springs è un comune degli Stati Uniti d'America, situato nello Stato del Tennessee, nella Contea di Macon.